# Paul Francis Byrd
Paul Francis Byrd (1918 – 1991) foi um matemático estadunidense.
Byrd, de ascendentes afro-estadunidenses, frequentou a Lincoln High School em Kansas City, Missouri, e estudou na Universidade Northwestern e na Universidade de Chicago, onde obteve um mestrado. Tencionava obter um doutorado em matemática, mas na Segunda Guerra Mundial teve de integrar a Tuskegee Airmen (um esquadrão de aviadores negros) como meteorologista e foi ferido em 1944 na Itália. Depois lecionou como professor associado na Universidade Fisk em Nashville, antes de ser pesquisador do NASA Ames Research Center em Mountain View, Califórnia. Em 1958 passou um ano sabático na Universidade de Hamburgo, onde trabalhou com fórmulas de funções matemáticas especiais. Retornou depois para a NASA, lecionando paralelamente na Universidade Estadual de San Jose.
Byrd foi um especialista em integrais elípticas e outras funções especiais.

## Obras
- com Morris D. Friedman:  Handbook of Elliptic Integrals for Engineers and Scientists, Grundlehren der mathematischen Wissenschaften 67, Springer 1954